# Ritorno a Horrorland
Ritorno a Horrorland (Return to Horrorland) è il settantacinquesimo racconto della collana Piccoli brividi, dello scrittore statunitense R. L. Stine.
Questa storia è il sequel diretto del libro Una giornata particolare, sedicesimo libro della stessa collana, il cui titolo originale è One Day at HorrorLand.

## Trama
Dopo le vicende avvenute l'anno prima, Lizzy Morris, suo fratello Luke e il suo amico Clay vengono convinti dai bizzarri coniugi Derek e Margo Strange, due noti e famosi conduttori televisivi del programma Sfida all'assurdo! (che indaga su avvenimenti strani e bizzarri in tutto il mondo), a tornare a Horrorland per documentare (tramite telecamera) gli avvenimenti strani che avvengono all'interno del parco di divertimenti con il fine di far conoscere la verità all'opinione pubblica e chiuderlo permanentemente. I signori Morris, dapprima non molto propensi all'idea, accettano di mandare nuovamente i loro figli ad Horrorland assieme agli Strange, i quali li rassicurano che baderanno in qualsiasi momento a loro e dopo un pagamento di 10.000 dollari (stessa cosa vale anche per i genitori di Clay).
Una volta tornati ad Horrorland (ora situata in Florida), gli Strange si vestono in maniera bizzarra spacciandosi per i genitori dei tre ragazzi, ma la loro videocamera viene distrutta da uno degli Orrori (i mostruosi inservienti del parco). Disponendo tuttavia di una telecamera nascosta, il gruppo entra in un'enorme piramide dove prima viene assalito da alcuni serpenti robot, e in seguito Luke sparisce all'interno di un sarcofago, salvo poi venir rispedito fuori attraverso una botola, e in tutto questo lasso di tempo gli Strange scompaiono, riapparendo poco dopo e sostenendo di aver filmato tutto. In seguito, i tre finiscono in uno studio dentistico dove dei mostri orribili cercano di cavare loro i denti, ma Lizzy riesce a disattivarli (essendo dei robot) e a fuggire via con suo fratello e Clay, scoprendo anche stavolta che gli Strange sono spariti. Scampati da una nuova e paurosa attrazione in un maniero spettrale da un'orda di famelici furetti, i tre si accorgono nuovamente della mancanza degli Strange, assistendo poi ad uno spettacolo di magia del mago Stupor, dove Lizzy viene scelta come volontaria per un trucco con due fameliche tigri. Alla fine del trucco, quest'ultima scopre che tutti se ne sono andati e di aver perso di vista Luke e Clay, notando poi con terrore che gli Strange sono stati cacciati dal parco dagli Orrori e la loro telecamera nascosta è stata distrutta.
Dopo aver salvato Luke e Clay da una spiaggia piena di avvoltoi, Lizzy e i due vengono inseguiti dagli Orrori ma, travestendosi come loro, riescono a fuggire dal parco e venir soccorsi dagli Strange i quali, incredibilmente, li riportano ad Horrorland sul loro furgone. Una volta catturati, i tre scoprono che gli Strange erano stati pagati dagli Orrori per attirarli in trappola dato che, avendo visto l'anno prima le spaventose attrazioni del parco, sapevano troppe cose. Gli Orrori portano dunque i tre verso la loro più terribile attrazione, il "Salto finale", ma poco prima di venir buttati giù vengono portati in un furgone nero da altri due Orrori. Questi si rivelano in realtà un uomo e una donna, direttori del programma televisivo  La stranezza impazza (simile a Sfida all'assurdo!), i quali hanno fatto arrestare prontamente gli Strange e filmato tutta l'avventura di Lizzy, Luke e Clay ad Horrorland. Prima di riportarli a casa, però, i due, desiderosi di far provare ai tre una fortissima emozione per aumentare gli ascolti del programma, decidono di portarli in un nuovo parco di divertimenti: Terrorville.

## Riferimenti ad altri racconti
- Nel primo capitolo, Lizzy, Luke e Clay guardano un episodio di Sfida all'assurdo! dove Derek e Margo Strange intervistano Evan Ross, il protagonista del libro Un barattolo mostruoso (e i suoi seguiti), il quale spiega loro la pericolosità del "Sangue di Mostro", raccontando anche della vicenda del criceto Cuddles (avvenuta ne Un barattolo mostruoso n.2). Viene infatti mostrato un filmato che un alunno aveva fatto a Cuddles, diventato ormai gigante, che scorrazza per i corridoi della scuola, terrorizzando gli studenti. Sia i protagonisti che gli Strange affermano di non credere alla vicenda di Evan.
- Nel diciassettesimo capitolo, Lizzy assiste allo spettacolo del mago Stupor. Nella traduzione italiana, appunto, egli è stato chiamato Stupor, ma in realtà egli non è altri che Amaz-O, il prestigiatore apparso nel libro Magico inganno (appartenente alla stessa collana).

## Edizioni
- R. L. Stine, Ritorno a Horrorland, traduzione di Cristina Scalabrini, collana Piccoli brividi, Arnoldo Mondadori Editore, 2001, pp. 159. ISBN 88-04-48885-9